# Robert Svendsen
Charles Robert Edvard Svendsen i daglig tale Robert Svendsen (født 10. december 1884 i København, død 17. juli 1938 på Langøre på Samsø) var en dansk flyvepioner, motorsportsmand og automobilforhandler.
Den 5. januar 1910 satte Robert Svendsen rekord ved at flyve i en højde af 84 meter over Kløvermarken, der dengang var Danmarks eneste autoriserede flyveplads. Den 15. januar 1910 fik han som den første i Skandinavien et flyvecertifikat.
Robert Svendsens flyvninger med flyet Dania er dokumenteret i stumfilmen fra 1910 Robert Svendsens Flyvning.
Den 17. juli 1910 fløj han fra Kløvermarken på Amager i København til Limhamn syd for Malmø. Det skete fire år efter at Jacob Ellehammer i 1906 foretog de første flyhop på øen Lindholm i Smålandsfarvandet. Danmark var på det tidspunkt blandt de førende med hensyn til flyvning.[kilde mangler] Flyvningen over Øresund blev overværet af vennen Carl Th. Dreyer, der var i Limhamn, da Svendsen landede.
I 1911 landede Robert Svendsen sin flyver i Køge og vandt dermed en præmie på 1000 kr. for en flyvning på over over 40 km. udstedt af Krak. Turen tog 35 min.  
Flyvningerne fandt sted i flyet Dania, som Robert Svendsens arbejdsgiver, grosserer Gustav Salomonsen havde købt i Frankrig af Brødrene Voisin. Efter flyvningen over Øresund ombyggede Svendsen flyet efter et design af den engelsk-franske flykonstruktør Henry Farman. Det ombyggede fly blev anvendt som det første danske militærfly under navnet Glenten, der i årene 1912-13 blev benyttet som skolefly af Marinens Flyvevæsen. 